# Anjuta
Anjuta是一個用來撰寫C／C++程式的整合開發環境，使用在GNOME桌面環境上。Anjuta擁有專案管理、應用程式建立精靈以及整合的除錯器與Glade視窗介面設計工具等功能。其原始碼編輯器也支援語法高亮度顯示。
Anjuta是自由軟體，使用GNU通用公共許可證。

## 特性
Anjuta特載了：
- 建基於GDB及整合式編譯器的交互型偵錯器[2]
- 伴有原始碼瀏覽的原始碼編輯器
- 代碼補全及語法突顯
- 專案管理[2]
- 應用程式精靈[2]

## 參閱
1. 1 2  .   [2020-04-26]. （原始内容存档于2020-02-01）.
2. 1 2 3  Ganslandt, Björn. . LinuxUser（英语：LinuxUser）. 2001, (5)  [23 March 2012]. （原始内容存档于2015-07-21） （德语）.

## 外部連結
- Anjuta官方網站（页面存档备份，存于）